# یواس‌اس ناهنتا بی (سی‌وی‌ای-۷۴)
یواس‌اس ناهنتا بی (سی‌وی‌ای-۷۴) (به انگلیسی: USS Nehenta Bay (CVE-74)) یک کشتی بود که طول آن ۵۱۲ فوت ۳ اینچ (۱۵۶٫۱۳ متر) بود. این کشتی در سال ۱۹۴۳ ساخته شد.